# اکینسیلار، ادیامان
اکینسیلار، ادیامان (به لاتین: Akıncılar, Adıyaman) یک منطقهٔ مسکونی در ترکیه است که در استان آدیامان واقع شده‌است.